# Ancistrus caucanus
Ancistrus caucanus är en fiskart som beskrevs av Fowler, 1943. Ancistrus caucanus ingår i släktet Ancistrus och familjen Loricariidae. Inga underarter finns listade i Catalogue of Life.